# Marineführungsdienstkommando

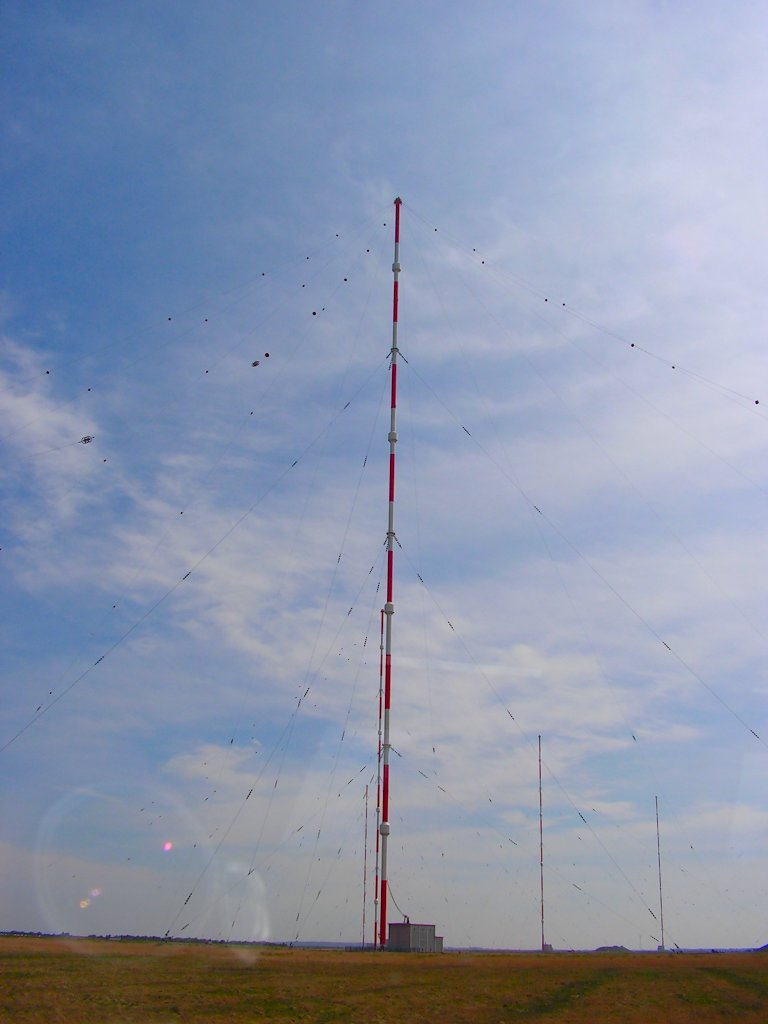
Sendemast des Längstwellensenders Rhauderfehn

Das Marineführungsdienstkommando (MFÜDstKdo) war ein Typkommando der Bundesmarine, in dem die Fernmelde- und Aufklärungskräfte zusammengefasst waren. Als Nachfolgeorganisation bestand von April 1995 bis März 2002 die Flottille der Marineführungsdienste (MFüDstFltl).

## Geschichte
Im Zuge einer Organisationsänderung der Marine wurden am 1. Oktober 1974 mit dem Aufstellungsbefehl Nr. 195 —Marine— die zuvor den Marinedivisionen Nordsee und Ostsee unterstellten landgebundenen Fernmelde- und Funk-Aufklärungskräfte und der landgebundene Ortungsdienst in einem Kommando zusammengeführt. Es wurde in Kiel aufgestellt und unterstand truppendienstlich und für den Einsatz dem Flottenkommando in Glücksburg und wirtschaftlich dem Großverband Marinedivision Ostsee.
Zum 31. März 1995 wurde das Marineführungsdienstkommando aufgelöst. Als Nachfolgeorganisation wurde die Flottille der Marineführungsdienste (MFüDstFltl) zum 1. April 1995 aufgestellt (Organisationsbefehl Nr. 266 -Marine- vom 30. Januar 1995). Zu diesem Zeitpunkt dienten etwa 1600 Soldaten und 600 zivile Beschäftigte in dem Verband. Ihr unterstanden die landgebundene Fernmeldedienste mit ihren Einrichtungen und den drei Flottendienstbooten der Oste-Klasse. Auf Bataillonsebene waren unterstellt der Marinefernmeldeabschnitt 1 in Glücksburg, der Marinefernmeldeabschnitt 2 in Sengwarden, der Marinefernmeldestab 70 in Flensburg und auf Kompanieebene die Marinefernmeldegruppe 30 in Rostock. Die Flottille wurde zum 31. März 2002 aufgelöst, wobei ein Teil der unterstellten Einheiten aufgelöst wurden, während andere in eine neue Unterstellung (Streitkräftebasis) wechselten.

## Aufgaben
Das Marineführungsdienstkommando war für den landgebundenen Fernmeldedienst mit Fernmeldeverbindungsdienst, elektronischer Kampfführung und Fernmeldeversorgung sowie den landgebundenen Ortungsdienst der Marine zuständig. Dazu gehörte der Betrieb der Fernmeldeverbindungen zu den in See stehenden Schiffen der Marine und zwischen den Landdienststellen der Marine. Außerdem wurden eine Küstenradarorganisation und mehrere Aufklärungsstationen betrieben, mit denen der Funkverkehr fremder Streitkräfte erfasst werden konnte.

## Organisation und Führung
Das Marineführungsdienstkommando wurde von einem Kommandeur im Dienstgrad eines Kapitäns zur See geführt und war dem Flottenkommando unterstellt.
Ihm unterstanden folgende Verbände:
- Marinefernmeldeabschnitt 1
- Marinefernmeldeabschnitt 2
- Marinefernmeldestab 70

Die Fernmeldeabschnitte und der Fernmeldestab 70 waren Verbände auf der Bataillonsebene, Fernmeldegruppen und -sektoren Einheiten auf Kompanieebene.

### Marinefernmeldeabschnitt 1
Der Marinefernmeldeabschnitt 1 wurde am 1. Juli 1956 unter der Bezeichnung 1. Marinefernmeldeabteilung in Flensburg-Mürwik aufgestellt und zum 1. April 1957 in Marinefernmeldeabschnitt Ostsee umbenannt. Am 1. April 1959 verlegte der Stab des Abschnitts nach Glücksburg (Ostsee) an den Standort an den 1960 auch das Flottenkommando verlegt wurde. Am 1. April 1960 erfolgte die Umbenennung in Marinefernmeldeabschnitt 1 und am 1. Oktober 1974 die Unterstellung unter das Marineführungsdienstkommando.
Im Zuge der Umgliederungen nach der Wiedervereinigung übernahm der Marinefernmeldeabschnitt 1 ab Mitte der 1995er Jahre alle operativen Aufgaben und gab die betrieblichen Aufgaben an den Marinefernmeldeabschnitt 2 ab. Bei der Auflösung der Marineführungsdienstflottille im März 2002 wurde der Marinefernmeldeabschnitt 1 direkt dem Flottenkommando unterstellt und in den Flottenstab eingegliedert. Damit hörte er auf, als Verband zu bestehen.
Dem Marinefernmeldeabschnitt 1 unterstanden mehrere Fernmeldegruppen.

#### Marinefernmeldegruppe 11
Die Marinefernmeldegruppe 11 in Glücksburg war die für das Flottenkommando zuständige Einheit. Sie stellte dessen Verbindung zu den Einheiten in See sicher. Dafür verfügte sie über drei Funksendestellen und zwei Funkempfangstellen, die über Schleswig-Holstein verteilt waren.

#### Marinefernmeldegruppe 12
Die Marinefernmeldegruppe 12 in Kiel war für den Landfernmeldedienst im Ostseebereich und in Hamburg zuständig. Sie verfügte über eine Anzahl von Fernschreibstellen und die Marinesignalstellen in Kiel-Friedrichsort und in Olpenitz.

#### Marinefernmeldegruppe 30
Die Marinefernmeldegruppe 30 wurde 1994 aus dem aufgelösten Marinefernmeldeabschnitt 3 in Rostock gebildet. Sie war für den gesamten Fernmeldebetrieb der Marine im Beitrittsgebiet zuständig. Sie betrieb die Fernmeldezentrale Rostock-Gehlsdorf im 24-Stunden Schichtbetrieb, die Marinefunksendestellen in Marlow und Hohe Düne, die Marinefunkempfangsstelle Rostock-Gehlsdorf und zwei Fernsprech- und Fernschreibstellen. Außerdem war sie für das Taktische Richtfunknetz des Flottenkommandos im Regionalbereich Ost und für die Wartung und Instandsetzung der Funksende- und Empfangsstellen diesem Bereich verantwortlich. Sie wurde am 14. November 2001 aufgelöst.

#### Marinefernmeldegruppe (mot) 31
Die Marinefernmeldegruppe (mot) 31 wurde ab 3. Juli 1962 in Brake (Unterweser) aufgestellt und sollte einen Teil des Marinefernmeldeabschnitts (mot) 3 bilden, der jedoch nicht aufgestellt wurde. Sie wurde deshalb zunächst dem Marinefernmeldeabschnitt 2 unterstellt. Am 1. Oktober 1966 verlegte sie nach Flensburg-Mürwik und wurde dem Marinefernmeldeabschnitt 1 zugewiesen, wo sie die mobile Fernmeldekomponente für den Ostseebereich bildete. Am 1. April 1969 verlegte sie weiter nach Nieby-Sandkoppel und wurde zum 30. September 1995 aufgelöst.

#### Marinefernmeldegruppe 53
Die Marinefernmeldegruppe 53 wurde am 1. Juli 1960 in Neustadt in Holstein aufgestellt und unterstand zunächst dem Marinefernmeldeabschnitt 5. Nach dessen Auflösung 1967 wechselte sie zum Marinefernmeldeabschnitt 1. Die Marinefernmeldegruppe 53 betrieb die Küstenradarorganisation im Bereich der Ostsee mit den Marinefernmeldestellen 531 bis 534. Diese Radarstationen befanden sich auf Fehmarn und in Neustadt. Außerdem betrieb sie auf Fehmarn die Marinesignalstelle Marienleuchte.

### Marinefernmeldeabschnitt 2

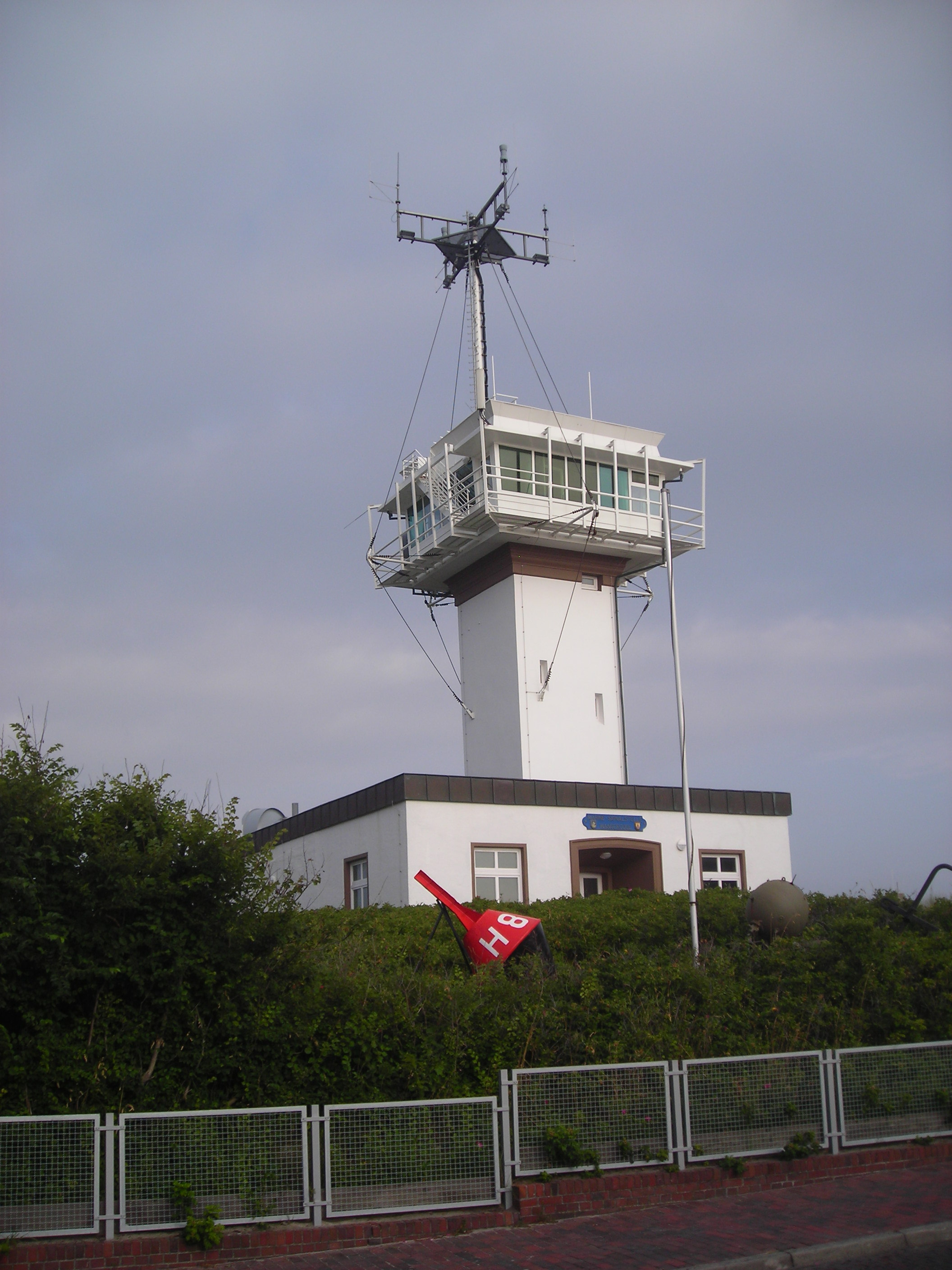
Marinesignalstelle Wangerooge

Der Marinefernmeldeabschnitt 2 wurde am 1. Juli 1956 unter der Bezeichnung 2. Marinefernmeldeabteilung in Cuxhaven aufgestellt und zum 15. Dezember 1956 in Marinefernmeldeabschnitt Nordsee umbenannt. Am 1. April 1960 erfolgte die Umbenennung in Marinefernmeldeabschnitt 2 und am 1. April 1964 verlegte der Stab des Abschnitts nach Sengwarden an den Standort des Befehlshabers der Seestreitkräfte der Nordsee. Am 1. Oktober 1974 wechselte die Unterstellung unter das Marineführungsdienstkommando.
Im Zuge der Umgliederungen nach der Wiedervereinigung übernahm der Marinefernmeldeabschnitt 2 ab Mitte der 1995er Jahre alle betrieblichen Aufgaben und gab die operativen Aufgaben an den Marinefernmeldeabschnitt 1 ab. Bei der Auflösung der Marineführungsdienstflottille im März 2002 wurde der Marinefernmeldeabschnitt 2 direkt dem Marineamt unterstellt und in dessen Stab eingegliedert. Am 30. September 2002 hörte er auf, als Verband zu bestehen.

#### Marinefernmeldegruppe 21

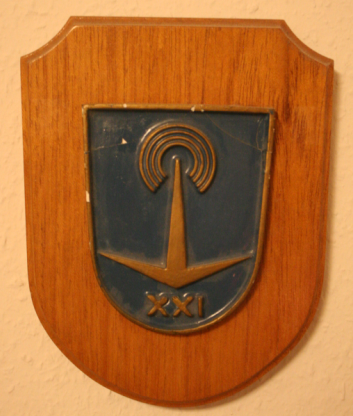
Wappen MfMGrp 21

Die Marinefernmeldegruppe 21 wurde am 20. August 1956 in Wilhelmshaven von den US-Streitkräften übernommen und der 2. Marinefernmeldeabteilung unterstellt. Sie war auf dem Wohnschiff Knurrhahn untergebracht und wurde deshalb zunächst als Marinefunksendestelle Knurrhahn bezeichnet. Am 1. April 1957 wurde sie in Marinefernmeldegruppe Wilhelmshaven mit dem Rufzeichen „OLA 1“ umbenannt und zog später nach Sengwarden um. Am 1. April 1960 erhielt sie ihre endgültige Bezeichnung und das Rufzeichen „DHJ 59“.
Die Marinefernmeldegruppe 21 war die für das Hauptquartier des Befehlshabers der Seestreitkräfte der Nordsee zuständige Einheit und betrieb dessen Fernmeldezentrale. Sie stellte seine Verbindung zu den Einheiten in See sicher. Dafür verfügte sie über mehrere Funksende- und Funkempfangstellen, im Nordseebereich. Dazu gehörten die Marinefunksendestelle Neuharlingersiel und für den Uboot-Funk die Marinefunksendestelle Rhauderfehn in Saterland-Ramsloh.
Bei der Auflösung des Marinefernmeldeabschnitts 2 und der Eingliederung verbliebener Elemente in das Marineamt im Jahr 2002 blieb die Marinefernmeldegruppe 21 als selbständige Einheit in Sengwarden bestehen und wurde später als Führungsunterstützungszentrum dem Flottenkommando unterstellt. Ende März 2013 wurden die Aufgaben an das neue Marine-Führungsunterstützungszentrum Glücksburg übergeben, der Sendebetrieb unter „DHJ 59“ eingestellt und die Einheit aufgelöst.

#### Marinefernmeldegruppe 22
Die Marinefernmeldegruppe 22 wurde als Marinefernmeldegruppe Cuxhaven ebendort aufgestellt und erhielt am 1. April 1960 ihre endgültige Bezeichnung. 1964 verlegte sie mit dem Abschnittsstab nach Sengwarden und war für den Landfernmeldedienst im Nordseebereich zuständig. Sie verfügte über eine Anzahl von Fernschreibstellen, Fernsprechvermittlungen und die Marinesignalstellen.

#### Marinefernmeldegruppe (mot) 32
Die Marinefernmeldegruppe (mot) 32 wurde ab 1. Oktober 1965 in Bremen-Lesum aufgestellt und sollte einen Teil des Marinefernmeldeabschnitts (mot) 3 bilden, der jedoch nicht aufgestellt wurde. Sie wurde deshalb dem Marinefernmeldeabschnitt 2 unterstellt und verlegte am 1. Juli 1971 nach Aurich. Sie bildete die mobile Fernmeldekomponente für den Nordseebereich und wurde am 30. September 1993 aufgelöst.

#### Marinefernmeldegruppe 62
Die Marinefernmeldegruppe 62 wurde am 1. Februar in Cuxhaven aufgestellt und dem Marinefernmeldeabschnitt 5 unterstellt. Nach dessen Auflösung wechselte am 15. September 1967 die Unterstellung unter den Marinefernmeldeabschnitt 2. Die Gruppe war für die Küstenradarorganisation in der Nordsee verantwortlich. Diese wurde später stark reduziert und die Marinefernmeldegruppe 62 am 30. Juni 1976 aufgelöst. Einzig die Küstenradarstation auf Helgoland blieb weiter aktiv, ihr Betrieb wurde im Oktober 1988 von der Luftwaffe übernommen.

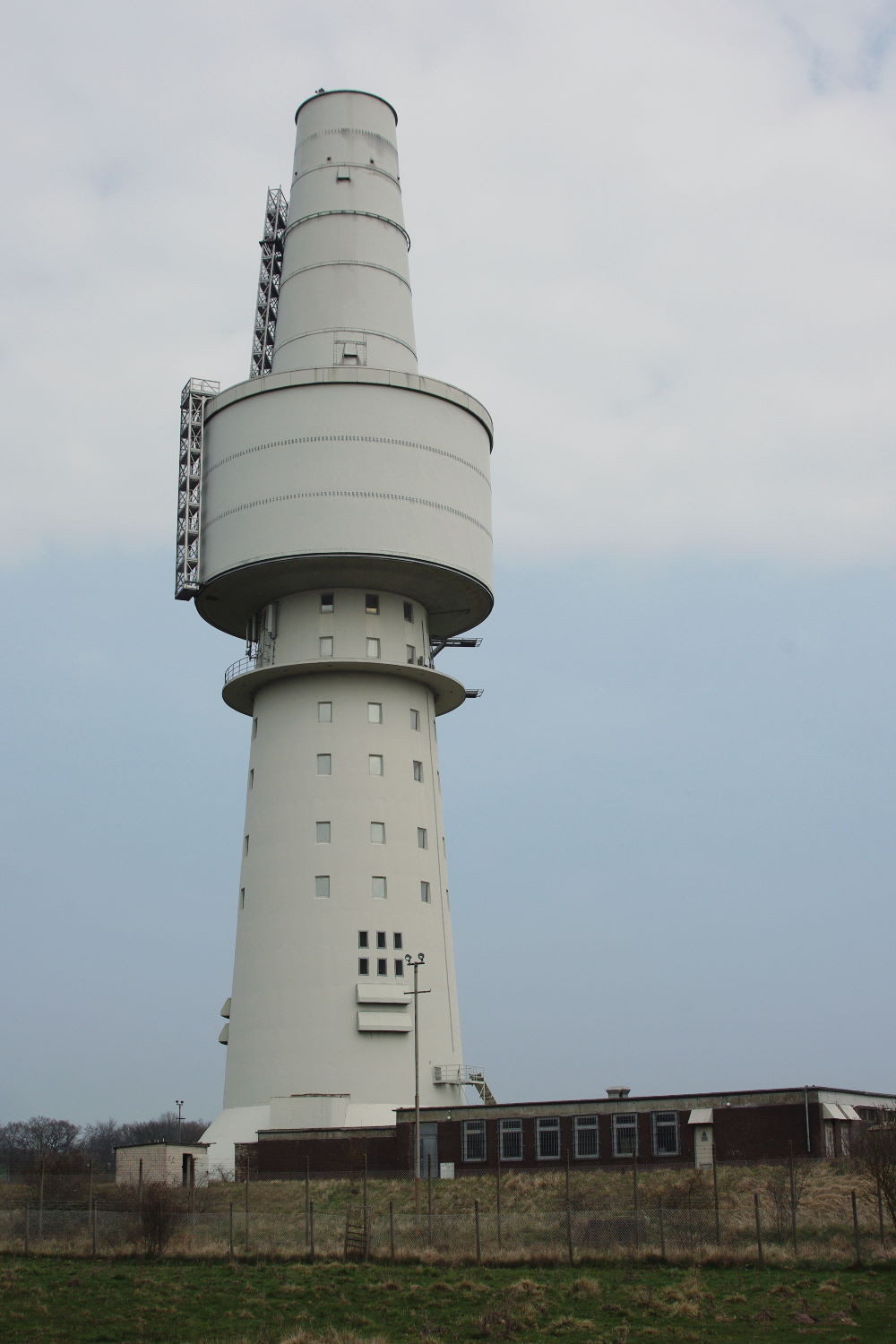
Der ehemalige Fernmeldeturm M des Marinefernmeldesektors 73 bei Pelzerhaken, jetzt ohne Antennen

### Marinefernmeldestab 70
Der Marinefernmeldestab 70 wurde am 1. September 1960 unter der Bezeichnung Marinefernmeldeabschnitt 7 in Flensburg-Mürwik aufgestellt und von einem Kommandeur im Dienstgrad Kapitän zur See geführt. Der Stab wurde aus bereits bestehenden Aufklärungseinrichtungen der Marine gebildet, die zuvor dem Marinefernmeldeabschnitt Ostsee und dem Marine-Ortungsabschnitt Ostsee unterstanden hatten.
Der Marinefernmeldestab 70 unterstand truppendienstlich dem Marineabschnittskommando Ostsee und für den Einsatz dem Befehlshaber der Seestreitkräfte der Ostsee, ab 1961 dem Flottenkommando. 1967 wechselte die truppendienstliche Unterstellung zur Marinedivision Ostsee und 1974 zum Marineführungsdienstkommando, nachdem der Abschnitt am 1. Juli 1970 in Marinefernmeldestab 70 umbenannt worden war. Am 31. März 2002 wurde der Marinefernmeldestab 70 von der Marine an die Streitkräftebasis übergeben und in Fernmeldebereich 91 umbenannt.
Dem Fernmeldestab 70 unterstanden mehrere zunächst als Fernmeldegruppen, dann als Fernmeldekompanien und schließlich als Fernmeldesektoren bezeichnete Einheiten. Als mobile Aufklärungseinrichtungen betrieb die Marine Messboote und -flugzeuge. Die Flugzeuge vom Typ Breguet 1150 M Atlantic gehörten stets dem Marinefliegergeschwader 3 an. Die später als Flottendienstboote bezeichneten Aufklärungsschiffe gehörten bis Ende 1992 zum Flottendienstgeschwader und wurden nach dessen Auflösung am 1. Januar dem Marinefernmeldestab 70 truppendienstlich unterstellt.
Dem Marinefernmeldestab 70 unterstanden:
- Marinefernmeldesektor 71 in Flensburg-Mürwik
- Marinefernmeldesektor 72 in Glücksburg-Meierwik, ab 1978 in Flensburg
- Marinefernmeldesektor 73 in Neustadt in Holstein, mit Außenstelle in Marienleuchte auf Fehmarn.
- Flottendienstboote Alster, Oker, Oste ab 1992

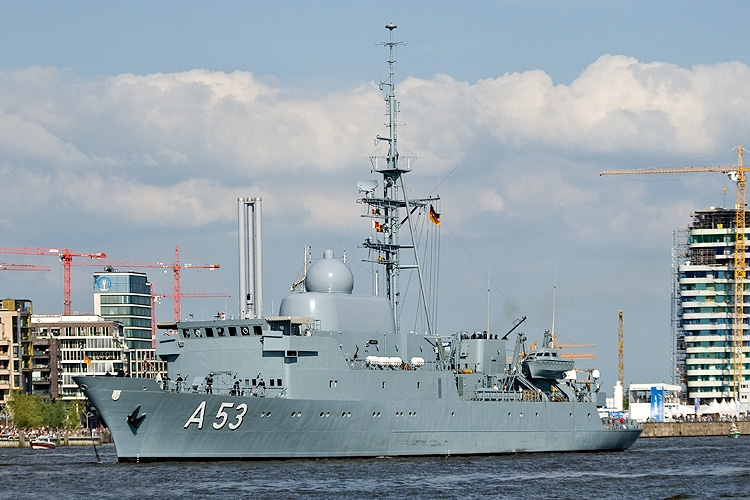
Flottendienstboot Oker

## Kommandeure
Alle Kommandeure hatten den Rang eines Kapitäns zur See.

| Beginn       | Ende           | Name                     |
| der Amtszeit | der Amtszeit   | Name                     |
| ------------ | -------------- | ------------------------ |
| Oktober 1974 | September 1977 | Karl-Friedrich Künzel    |
| Oktober 1977 | September 1982 | Hans-Hubert Gaude        |
| Oktober 1982 | März 1986      | Hans-Georg Tetzlaff      |
| April 1986   | September 1987 | Klaus Jancke             |
| Oktober 1987 | September 1989 | Klaus-Dieter Kopf        |
| Oktober 1989 | September 1992 | Fritz Noblé              |
| Oktober 1992 | Dezember 1994  | Rüdiger von der Goltz    |
| Januar 1995  | 1998           | Henning Bess             |
| 1999         | 2001           | Gerhard Martin Eichhorst |

## Weitere Fernmeldetruppen der Marine
Außer den Verbänden, die dem Marineführungsdienstkommando unterstanden, gab es im Laufe der Zeit weitere Fernmeldetruppen der Marine, die entweder bereits vor der Aufstellung des Marineführungsdienstkommandos aufgelöst wurden, neben diesem bestanden oder später aufgestellt wurden.

### Marinefernmeldeabschnitt 3
Am 1. April 1991 wurde im Zuge des Aufbaus neuer Strukturen im Beitrittsgebiet aus Teilen des vormaligen Marinenachrichtenregiments 18 der Volksmarine der Marinefernmeldeabschnitt 3 in Rostock aufgestellt. Er unterstand truppendienstlich dem Marinekommando Rostock und für den Einsatz dem Flottenkommando. Am 1. Oktober 1994 wurde der Marinefernmeldeabschnitt 3 aufgelöst und aus den verbleibenden Teilen die Marinefernmeldegruppe 30 aufgestellt, die in den Marinefernmeldeabschnitt 1 integriert und damit dem Marineführungsdienstkommando unterstellt wurde.

### Marinefernmeldeabschnitt (mot) 3
Anfang der 1960er Jahre war vorgesehen, einen mobilen Fernmeldeverband der Marine aufzustellen, der die Bezeichnung Marinefernmeldeabschnitt (mot) 3 tragen sollte. Zunächst wurden die beiden Fernmeldegruppen 31 und 32 dieses Abschnitts aufgestellt, dann wurde auf die Aufstellung des Abschnittsstabes verzichtet und die beiden Gruppen den Marinefernmeldeabschnitten 1 und 2 unterstellt.

### Marinefernmeldeabschnitt 5
Der Marinefernmeldeabschnitt 5 wurde am 1. Oktober 1957 unter der Bezeichnung Marine-Ortungsabschnitt Ostsee in Flensburg-Mürwik aufgestellt und dem Marineabschnittskommando Ostsee unterstellt. Zu den Aufgaben gehörte unter anderem der Ortungsdienst an der schleswig-holsteinischen Ostküste. Ihm unterstanden die Marinefernmeldegruppe 53 und 62. Am 1. April 1960 wurde der Verband in Marinefernmeldeabschnitt 5 umbenannt und am 30. September 1967 aufgelöst. Die unterstellten Fernmeldegruppen wechselten zu den Marinefernmeldeabschnitten 1 und 2.